# 16 tháng 9
Ngày 16 tháng 9 là ngày thứ 259 (260 trong năm nhuận) trong lịch Gregory. Còn 106 ngày trong năm.

## Sự kiện
- 1908 – Hãng sản xuất ô tô General Motors được thành lập.
- 1941 – Vua Reza Pahlavi của Iran bị bắt phải từ ngôi để cho con Mohammad Reza Pahlavi lên ngôi.
- 1950 – Chiến tranh Đông Dương: Tướng Hoàng Văn Thái chỉ huy hai trung đoàn Việt Minh tiến công quân Pháp ở Đông Khê, mở màn Chiến dịch Biên giới.
- 1963 – Malaya, Singapore, Bắc Borneo (Sabah ngày nay), và Sarawak hợp nhất thành Malaysia.
- 1972 - Chiến tranh Việt Nam: Các binh sĩ miền Bắc cuối cùng rút khỏi thành cổ Quảng Trị, kết thúc trận chiến ác liệt tại đây.
- 1975 - Nguyên mẫu máy bay tiêm kích đánh chặn MiG-31 Liên Xô tiến hành chuyến bay thử nghiệm đầu tiên.
- 1992 – Bảng Anh bị loại ra khỏi Cơ chế tỷ giá hối đoái châu Âu ngày Thứ Tư Đen và bị phá giá nhiều.
- 1987 – Nghị định thư Montreal được ký kết nhằm bảo vệ lớp ôzôn khỏi bị suy giảm.
- 1992 – Bảng Anh bị loại ra khỏi Cơ chế tỷ giá hối đoái châu Âu trong ngày Thứ Tư Đen và bị mất giá mạnh.
- 2007 – 89 người thiệt mạng trong một tai nạn của hãng One-Two-GO Airlines tại Thái Lan.

## Sinh
- 1782 – Đạo Quang, Hoàng đế thứ 8 của triều đại nhà Thanh (m. 1850)
- 1909 – Nguyễn Mạnh Tường, luật sư người Việt Nam (m. 1997)
- 1923 - Đoàn Văn Quảng, Thiếu tướng Quân lực Việt Nam Cộng hòa (Mất 1984)
- 1929 - Nguyễn Duy Hinh, Thiếu tướng Quân lực Việt Nam Cộng hòa
- 1923 – Lý Quang Diệu, chính trị gia Singapore (m. 2015)
- 1979 – Flo Rida, rapper người Mỹ
- 1981 – Phạm Băng Băng, nữ diễn viên, ca sĩ, người mẫu, nhà sản xuất phim người Trung Quốc
- 1985 - Nam Cường, ca sĩ và diễn viên người Việt Nam
- 1989 - Vương Anh Tú, ca sĩ, nhạc sĩ kiêm nhà sản xuất âm nhạc người Việt Nam
- 1992 – Nick Jonas, ca sĩ, nhạc sĩ người Mỹ, thành viên nhóm nhạc Jonas Brothers

## Mất
- 1792 – Nguyễn Huệ, Vị hoàng đế thứ hai của nhà Tây Sơn (s. 1753)
- 1820 – Nguyễn Du, đại thi hào Việt Nam (s. 1766).
- 1942 – Nguyễn Phúc Dĩ Ngu, phong hiệu Ngọc Lâm Công chúa, công chúa con vua Đồng Khánh (s. 1885).
- 1963 – Nam Phương hoàng hậu, vợ vua Bảo Đại, hoàng hậu cuối cùng của triều Nguyễn (s. 1914).

## Những ngày lễ và kỷ niệm
- Ngày thế giới bảo vệ tầng Ô zôn